# Ruben Kihuen
Ruben Kihuen, né le 25 avril 1980 à Guadalajara (Mexique), est un homme politique américain, élu démocrate du Nevada à la Chambre des représentants des États-Unis lors des élections de 2016.

## Biographie

### Jeunesse et débuts en politique

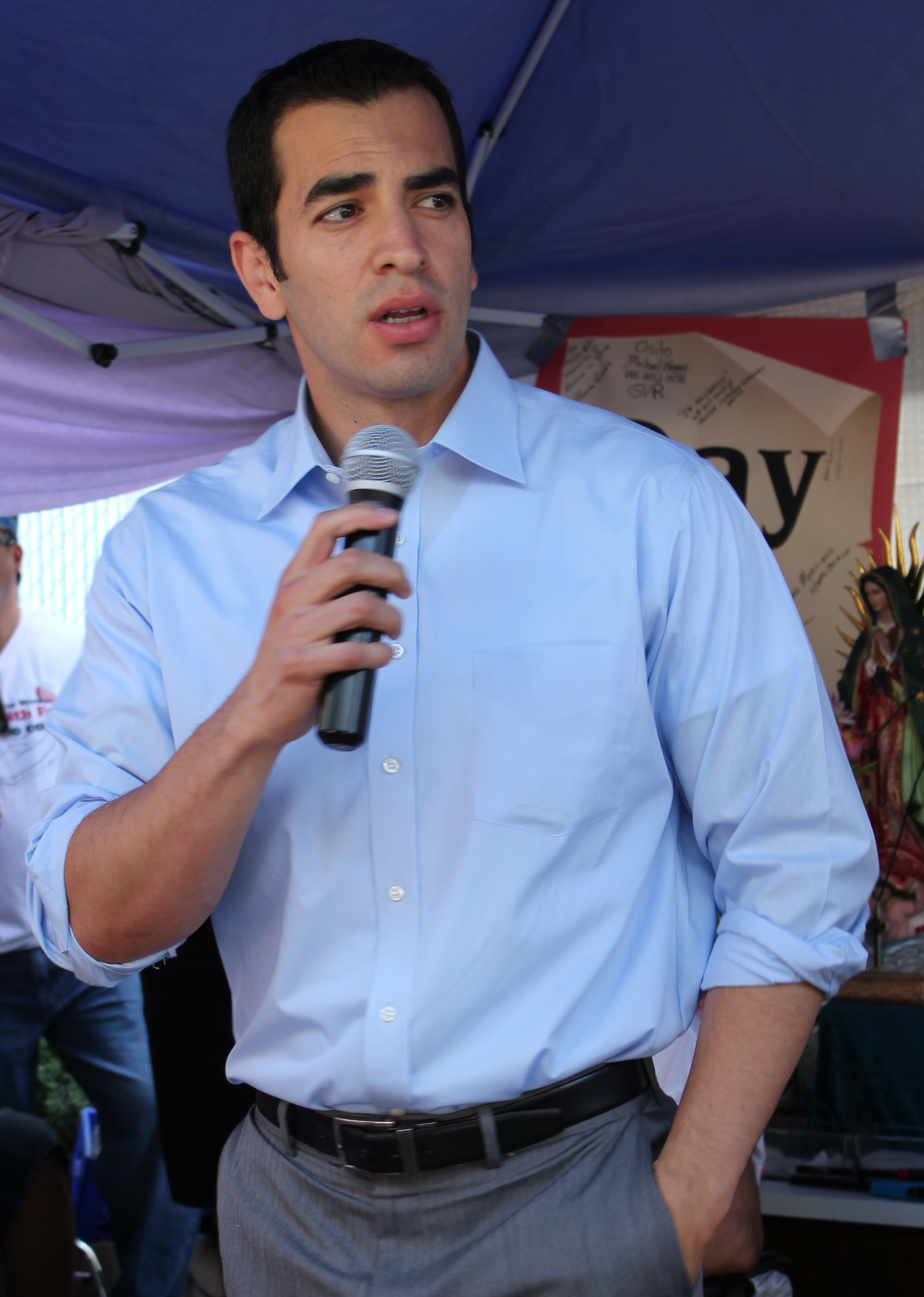
Kihuen en campagne en 2012.

Ruben Kihuen est né au Mexique mais a grandi aux États-Unis. Diplômé de l'université du Nevada à Las Vegas en 2004, il rejoint l'équipe du sénateur Harry Reid.
En novembre 2006, il est élu à l'Assemblée du Nevada. Quatre ans plus tard, il entre au Sénat de l'État où il représente le 10e district dans le comté de Clark.
En 2012, il se présente à la Chambre des représentants des États-Unis dans le nouveau 1er district du Nevada. Cependant, l'ancienne représentante Dina Titus choisit également d'être candidate dans ce district favorable aux démocrates. Même s'il est soutenu par le sénateur Harry Reid, les sondages le donnent perdant et Kihuen choisit de se retirer pour éviter une primaire difficile. Il reste cependant sénateur, devant whip du groupe démocrate de 2013 à 2015.

### Représentant des États-Unis
Au printemps 2015, l'ancien représentant démocrate Steven Horsford annonce qu'il ne sera pas candidat en 2016 pour récupérer son siège face au républicain Cresent Hardy, qui l'a battu en 2014. Quelques jours plus tard, Kihuen se lance dans l'élection dans le 4e district du Nevada. Le district, qui comprend le nord du comté de Clark ainsi que six comtés ruraux du centre de l'État, compte plus de démocrates que de républicains. Durant la primaire démocrate, il doit affronter la membre de l'Assemblée Lucy Flores soutenue par Bernie Sanders, et Susie Lee soutenue par Emily's List. Soutenu par Harry Reid et Bill Clinton, il remporte la primaire plus facilement que prévu avec 42 % des voix. Le 8 novembre, il est élu représentant avec 49 % des suffrages contre 45 % pour Hardy. Il est le premier hispanique à représenter le Nevada au Congrès.
À l'automne 2017, à la suite de l'affaire Harvey Weinstein, Kihuen est accusé d'avoir fait des avances sexuelles non désirées et répétées à une assistante durant sa dernière campagne pour le Congrès. Nancy Pelosi (cheffe du Parti démocrate à la Chambre) et Ben Ray Luján (président du comité de campagne démocrate au Congrès) lui demandent de démissionner. Kihuen refuse, estimant qu'ils l'avaient soutenu l'année précédente en connaissance de ces allégations. Après un autre signalement de harcèlement, la commission d'éthique de la Chambre des représentants ouvre une enquête. S'il continue de nier les accusations portées contre lui, Kihuen annonce le 16 décembre qu'il ne sera pas candidat à un nouveau mandat en 2018. L'enquête de la commission d'éthique confirme finalement qu'il a fait des avances répétées et non désirées à plusieurs femmes sous son autorité.

### Après le Congrès
En 2019, Kihuen tente un retour en politique, en se présentant au conseil municipal de Las Vegas, où le conseiller municipal Bob Coffin ne se représente pas. Dans le 3e ward, il arrive en troisième position de la primaire démocrate avec 28 % des voix.